# Арсе, Хосе
Хосе Арсе (исп. José Arce; 15 октября 1881, Лоберия, Буэнос-Айрес, Аргентина — 27 июля 1968, Буэнос-Айрес, Аргентина) — аргентинский врач и государственный деятель, председатель Генеральной Ассамблеи ООН (1948).

## Биография
Родился в семье землевладельца.
В 1903 г. окончил Университет Буэнос-Айреса с присуждением степени доктора медицины. Являлся одним из ведущих врачей страны, а также профессором и автором научных и медицинских книг и публикаций.
В 1907—1923 гг. занимал ряд профессорских должностей и был директором Буэнос-Айресского института хирургии. Одновременно был деканом медицинского факультета (1935—1940), ректором университета (1922—1926), профессором анатомии, профессором хирургии и директором ряда клиник и больниц. В 1911—1912 гг. возглавлял Аргентинскую медицинскую ассоциацию. Являлся одним из главных создателей проекта по строительству поликлиник.
В 1903 по 1913 гг. был членом Палаты депутатов провинции Буэнос-Айрес, с 1912 по 1913 гг. ее председателем. В 1924—1928 и в 1934—1938 гг. — депутат Палаты депутатов от провинции Буэнос-Айрес, в 1926—1928 гг. — первый заместитель председателя Палаты депутатов (1926—1928 годы). В 1934 г. являлся членом Конституционного собрания провинции Буэнос-Айрес.
В 1945—1946 гг. — посол Аргентины в Китае.
В 1946—1950 гг. — постоянный представитель Аргентины при Организации Объединенных Наций; в апреле-мае 1948 г. избирался председателем второй специальной сессии, а в сентябре того же года — председателем второй сессии Генеральной Ассамблеи ООН. На этом посту резко выступил против Резолюцию №39 Генеральной Ассамблеи, принятой в декабре 1946 г., вводившей международные и дипломатические санкции против франкистской Испании.
Ушел в отставку в связи с несогласием с политикой правительства, покинул страну: жил сначала в Мадриде, а затем в Нью-Йорке, вернувшись в 1956 г. после свержения президента Хуана Перона. За эти годы он написал автобиографию в 13 томах под названием «Автокопирование фактов и комментариев», а также несколько работ по вопросам национальной и международной политики.
Вернувшись в Аргентину, он возобновил свою профессиональную деятельность и до конца жизни работал практикующим хирургом в больнице Фернандес де Буэнос-Айрес.

## Награды и звания
- Офицер ордена Почётного легиона (Франция), 1922
- Большой крест Гражданского ордена Альфонса XII (Испания), 1924
- Командор ордена Короны Италии, 1925
- Командор ордена Почётного легиона (Франция), 1927
- Командорский крест ордена Звезды Румынии, 1932
- Большой крест ордена Звезды Румынии, 1933
- Командор ордена Заслуг (Чили), 1935
- Командор ордена Солнца Перу, 1935
- Командор ордена Южного Креста (Бразилия), 1937
- Великий офицер ордена Южного Креста (Бразилия), 1938
- Великий офицер ордена Заслуг (Чили), 1939
- Большой крест ордена Альфонса X (Испания), 1941
- Командор ордена Освободителя (Венесуэла), 1943
- Командор ордена Васко Нуньеса де Бальбоа (Панама), 1943
- Большой крест ордена Заслуг (Чили), 1949

Был награжден золотой медалью Гамбургского университета (1927). В 1941 г. был удостоен Национальной премии Аргентины в области медицины.
Являлся:
- почетным членом Коллегии американских хирургов,
- почетным членом Гаванского университета,
- почетным членом итальянской Королевской медицинской академии,
- членом-корреспондентом Королевской национальной академии в Мадриде,
- почетным доктором Рио-де-Жанейрского университета,
- членом-корреспондентом Парижского хирургического общества,
- членом-корреспондентом Национальной медицинской академии в Париже,
- членом Международного хирургического общества в Брюсселе,
- почетным профессором медицинского факультета Асуньсьёнского университета, Парагвай,
- членом-корреспондентом Медицинской академии Ломбардии,
- членом-корреспондентом Мексиканской академии хирургии.

Также являлся профессором медицинского факультета Мехико, почетным членом медицинского факультета Чилийского университета; почетным профессором Университета Лимы, Сан-Маркос; почетным членом Коллегии бразильских хирургов; членом-корреспондентом Хирургического общества в Вене; членом-корреспондентом Медицинской академии, Бухарест, Румыния; почетным доктором Темплского университета, Филадельфия; членом-корреспондентом Хирургического общества, Берлин; почетным членом Нью-Йоркской медицинской ассоциации; почетным доктором медицины Университета им. Иоганна Вольфганга Гёте, Франкфурт; членом-корреспондентом Колумбийской академии наук, Богота; почетным членом Ассоциации врачей и хирургов Коста-Рики.